# Chlaenius latithorax
Chlaenius latithorax is een keversoort uit de familie van de loopkevers (Carabidae). De wetenschappelijke naam van de soort is voor het eerst geldig gepubliceerd in 1844 door Carl Gustaf Mannerheim.